# Arsàcides
Els arsàcides van ser una dinastia de reis de Pàrtia que va regnar a l'Iran creant l'imperi part, que substituí el dels selèucides.
Fundada cap a l'any 250 aC per Arsaces I de Pàrtia un membre destacat dels parts, la dinastia va conservar el tron fins a l'any 224 de la nostra era i va aconseguir l'expulsió dels romans en temps de l'emperador Macrí, vençut per Artàban V. Aquest, però, va ser vençut al seu torn per Artaxerxes I, cosa que va suposar la fi dels arsàcides i l'adveniment dels sassànides. Una branca de la dinastia també va regnar sobre Armènia a partir de l'any 54 fins al 428.

## Genealogia
Les relacions de parentesc són algunes vegades dubtosos, però en general cal distingir tres línies: a Pàrtia, la línia d'Armènia, i els reis arsàcides a Atropatene i potser altres llocs.
La línia principal rep el nom del seu fundador, Arsaces I de Pàrtia (249-247 aC) i continua amb Arsaces II o Tiridates I (247-214 aC), el seu fill Artaban I (214-196 aC), i el fill d'aquest Fraapatios (196-181 aC). S'atribueix a aquest rei l'origen de la branca de reis d'Armènia amb un fill de nom Valarsaces o Valarshat, però els reis d'Armènia eren en realitat descendents d'Artaxes.
Fraates I (181-173 aC), Mitridates I el gran (173-136 aC), Artaban II (127-124 aC) i Maukisres (87-77 aC) van ser fills seus.
Fraates II (136-127 aC) i Sanatroces I (77-69 aC) van ser fills de Mitridates I. Mitridates II (124-87 aC) ho era d'Artaban II
Fraates III (69-57 aC) era fill de Sanatroces, i va tenir dos fills: Mitridates III (57-52 aC) i Orodes I (52-37 aC)
Aquest darrer va ser el pare de Pacoros I (42-38 aC) i de Fraates IV (37-2 aC)
Fraates IV va deixar sis fills: Vonones I (7-10), Seraspadane, Rodaspes, Gev, Fraates i Fraataces o Fraates V (2 aC-5).
Vonones I va ser el pare de Meherdates o Mitridates IV (49). Seraspadames va ser el pare de Tiridates II (32-29 aC i 28-26 aC). I Gev el pare de Gotarces II (47-51)
La línia principal s'extingeix aquí. La filiació d'altres reis és incerta.
La línia femenina s'inicia amb Artaban III (10-36, 37-39 i 40-42) que va deixar quatre fills: Arsaces, Orodes, Artaban i Vardanes I (42-46); aquest darrer va ser el pare de Vonones II (51).
Vonones II va deixar tres fills: Pacoros, rei d'Atropatene, Tiridates I d'Armènia (53-54, 55-58 i 62-100) i Vologès I (51-77). El més conflictiu és el primer perquè uns l'identifiquen amb el rei Pacoros II (79-105) i altres el fan un personatge diferent, net de Vologès I.
Vologès I va deixar tres fills: Vardanes, Vologès II (77-79) i Artaban IV (80-90). La línia de Vologès serà la que ens portarà als darrers reis, però abans cal continuar amb la línia de Bardanes: aquest va tenir tres fills, Pacoros, Osroes I (105-115 i 117-129) i Mitridates IV (115-116 i 129-140). Pacoros ha estat identificat com el rei Pacoros II (79-105) encara que això és poc clar i probablement erroni. És possible en canvi que fos el pare dels reis armenis Axidares (100-113) i de Partamasiris (113-114), i en tal cas el Pacoros d'Atropatene no hauria tingut successió. Mitridates va ser el pare de Sanatrokes II, (associat al regne els anys 115-116 i 129-139). Axidares d'Armènia va ser pare de Partamaspades (116-117) que després va ser rei d'Osroene (118-123).
La línia de Vologès II va continuar amb el seu fill Vologès III (140-147), i el seu fill Vologès IV (147-191), i el fill d'aquest Vologès V (191-208 o 209), que va deixar dos fills: Vologès VI (208 o 209-228) que va governar a l'Orient fins a la conquesta persa, i Artaban V (209-226) que va governar a l'Occident fins al 226. El seu fill, Artavades (226-231) va ser el darrer rei part de la dinastia arsàcida de Pàrtia però aquesta dinastia va continuar a Armènia fins finals del segle iv.

## Llista de reis arsàcides de l'Imperi Part
- Arsaces I 249-247 aC
- Arsaces II o Tiridates I 247-214 aC
- Artaban I 214-196 aC
- Fraapatios 196-181 aC
- Fraates I 181-173 aC
- Mitridates I el gran 173-136 aC
- Fraates II 136-127 aC
- Artaban II 127-124 aC
- Mitridates II 124-87 aC
  - Gotarces I 90-80 aC pretendent
- Maukisres 87-77 aC
  - Orodes I 80-? pretendent
- Sanatroces I 77-69 aC
- Fraates III 69-57 aC
- Mitridates III 57-52 aC
- Orodes II 52-37 aC
- Pacoros I 42-38 aC (associat)
- Fraates IV 37-2 aC
  - Tiridates II 32-29 aC i 28-26 aC, pretendent
- Fraates V 2 aC-5
- Orodes III 5-7
- Vonones I 7-10
- Artaban III (primera vegada) 10-36
- Tiridates III 36-37
- Artaban III (segona vegada) 37-39
- Cinmamos 39-40
- Artaban III (tercera vegada) 40-42
- Vardanes I 42-46
- Gotarces II 47-51
- Vonones II 51
- Vologès I 51-77
  - Sanabares 51-65 pretendent
  - Vardanes II 55-58 pretendent
  - Meherdates o Mitridates IV 49 pretendent
- Vologès II 77-79
- Pacoros II 79-105
  - Artaban IV 80-90, pretendent
- Osroes I (primera vegada) 105-115
  - Mitridates IV (primera vegada) 115-116 pretendent
  - Sanatrokes II (primera vegada) 115-116 (associat)
- Partamaspades 116-117
- Osroes I (segona vegada) 117-129
- Mitridates IV (segona vegada) 129-140
- Sanatrokes I (segona vegada) 129-139 (associat)
- Vologès III 140-147 (rei a les regions orientals 105-140)
- Vologès IV 147-191
  - Osroes II 190 pretendent
- Vologès V 191-208 o 209
- Vologès VI 208 o 209-228 (a l'Orient)
- Artaban V 209-226 (a l'Occident)
- Artavasdes 226-231.[2]